# Taviodes
Taviodes là một chi bướm đêm thuộc họ Erebidae.